# Cotoneaster kingdonii
Cotoneaster kingdonii är en rosväxtart som beskrevs av Jeanette Fryer, B.Hylmö. Cotoneaster kingdonii ingår i släktet oxbär, och familjen rosväxter. Inga underarter finns listade i Catalogue of Life.